# Closterus rothschildi
Closterus rothschildi là một loài bọ cánh cứng trong họ Cerambycidae.